# Niuk
Niuk (ros. Нюк, karelskie Nuokkijärvi) – jezioro w północno-zachodniej Rosji, w zachodniej części należącej do tego państwa Republiki Karelii, w rejonie mujezierskim. Jezioro leży na wysokości 134 m n.p.m., ma powierzchnię 214-230 km². Maksymalna głębokość to 40 m, a średnia – 8,6 m.
Na jeziorze znajdują się liczne wyspy.
Jezioro Niuk jest wykorzystywane do połowu ryb.
Zamarznięte od listopada do końca marca lub kwietnia.